# Suzanne de Brunhoff
Suzanne de Brunhoff, geboren als Simone Blum (* 16. Juni 1929 in Straßburg; † 12. März 2015), war eine französische Soziologin und marxistische Ökonomin. Ihr Schwerpunkt lag auf dem Gebiet der Geldtheorie.

## Leben
Brunhoff war die Tochter des elsässischen Juden und bekannten Arztes Léon Blum (1878–1930), und dessen Frau Thérèse Lion, einer feministischen Anwältin. Ihr älterer Bruder Émile Blum wurde später weit bekannt unter dem Namen Étienne-Émile Baulieu. Die Familie lebte zunächst in Neuilly-sur-Seine, ging aber vor dem Angriff der deutschen Armee im Mai 1940 in die Gegend um Grenoble, um sich dann jahrelang aufgrund der einsetzenden Judenverfolgung vor den deutschen Besatzern in Annecy zu verstecken. Um der Deportation zu entgehen, wurde der Name der Familie in Baulieu geändert und Brunhoff nahm den Vornamen Suzanne an. Nach dem Krieg ging sie nach Paris und heiratete 1950 den Arzt Mathieu de Brunhoff.
Brunhoff studierte Philosophie an der Sorbonne und promovierte in Soziologie (doctorat de 3° cycle) und Ökonomie (doctorat d’Etat). Ab 1960 forschte sie am Centre national de la recherche scientifique und wurde später dessen Direktorin. Sie lehrte an der University of Paris VII, der New School und der Nationalen Autonomen Universität von Mexiko.
Brunhoff war Mitglied der Parti communiste français, ging aber im Zuge des Algerienkrieges auf Distanz zur Partei. Sie unterstützte die algerische Nationale Befreiungsfront als Mitglied des Réseau Curiel.
Brunhoff veröffentlichte 1965 mit Capitalisme Financier Public ihr erstes Buch, in dem sie sich mit der wirtschaftlichen Rolle des französischen Staates in den Jahren 1948 bis 1958 beschäftigte. Zwei Jahre später folgte La Monnaie chez Marx, das mit dem Titel Marx on Money ins Englische übersetzt und zu ihrem international bekanntesten Werk wurde. Hierin beschäftigt sie sich mit der Theorie des Geldes innerhalb des Kapitals von Karl Marx. Dieser Untersuchungsgegenstand wurde zuvor nur selten in Betracht bezogen und auch danach nicht breit weiterverfolgt. État et Capital von 1976 wurde ebenfalls übersetzt und erschien als The State, Capital and Economic Policy auf Englisch. Ihre Analyse fand vor dem Kollaps des Bretton-Woods-Systems im Jahr 1971 und der strukturellen Krise von 1974 statt.
In Les rapports d'argent aus dem Jahr 1979 übte sie Kritik an Ökonomen wie Michel Aglietta, die Marx’ Überlegungen zu Geld und Wert nicht berücksichtigten und durch Fragen von Mehrwert und Klassenausbeutung durch andere Kategorien ersetzten.
1973 setzte sie sich für die Gründung der Association pour la Critique des Sciences Economiques et Sociales ein. In den 1980er und 1990er Jahren forschte sie zur Frage von Währungen und kritisierte den Euro als eine einzige Währung. So befasste sie sich mit dem Begriff des Finanzregimes.
Brunhoffs letzte Lebensjahre waren von einer Demenzerkrankung gezeichnet. Sie hinterließ zwei Töchter.

## Veröffentlichungen in deutscher Sprache
- Staatstheorie und Theorie der Macht bei Marx, in: Elmar Altvater, Otto Kallscheuer (Hg.): Den Staat diskutieren. Kontroversen über eine These von Althusser, Berlin 1979, S. 194–202.
- Geld, in: Kritisches Wörterbuch des Marxismus, Berlin 1983, S. 405–410.
- Der Begriff des Finanzregimes, in: Michel Aglietta, Joachim Bischoff, Paul Boccara u. a.: Umbau der Märkte. Akkumulation – Finanzkapital – soziale Kräfte, Hamburg 2002, S. 25–39.